# Rudolf Claus

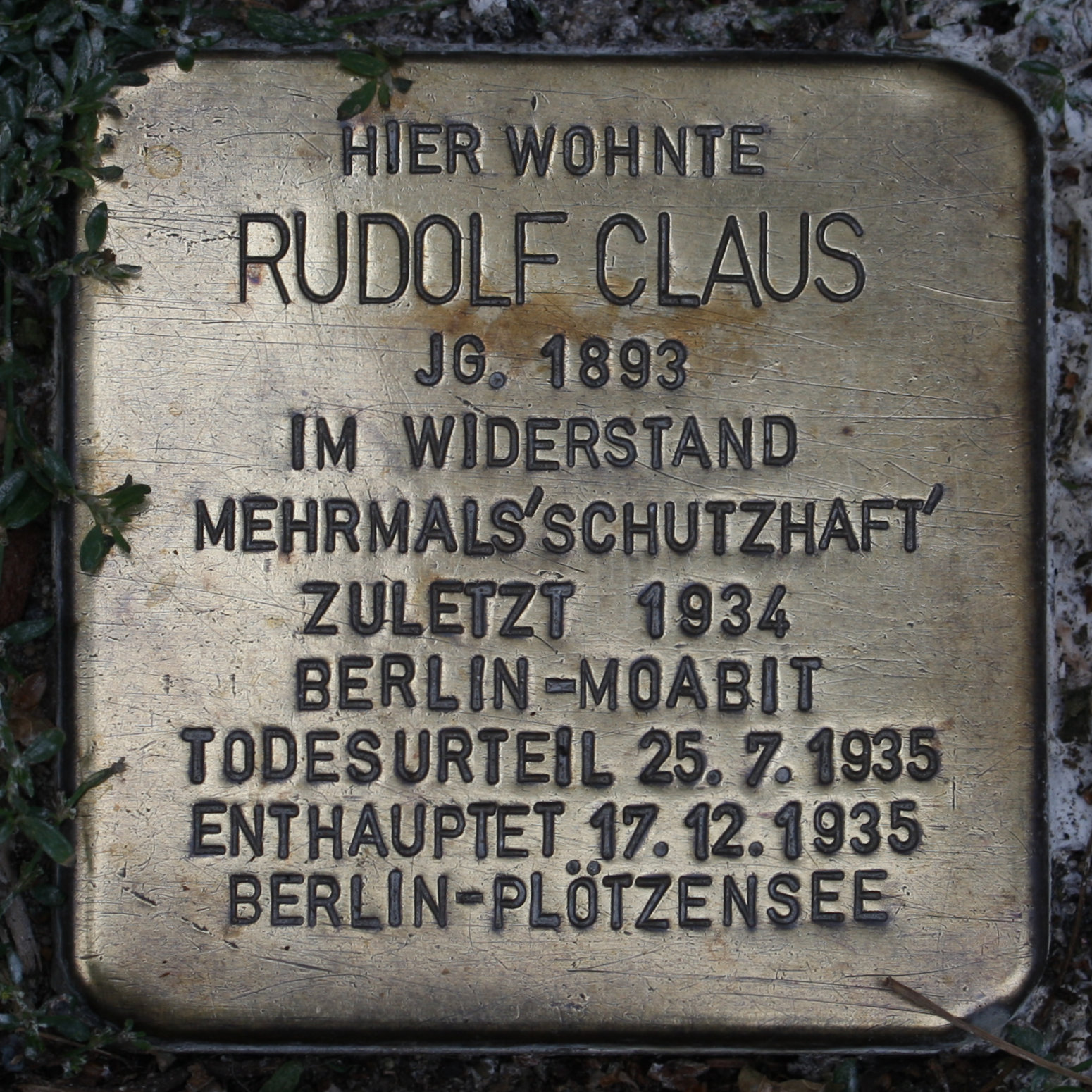
Rudolf Claus, Stolperstein in Braunschweig

Rudolf Claus (* 29. September 1893 in Gliesmarode bei Braunschweig; † 17. Dezember 1935 in Berlin-Plötzensee) war ein deutscher Widerstandskämpfer gegen den Nationalsozialismus.

## Leben
Rudolf Claus stammt aus einem sozialdemokratischen Elternhaus. 1909 organisierte er sich in der sozialistischen Arbeiterjugendbewegung. Er erlernte den Metallarbeiterberuf Dreher. 1914 meldete er sich freiwillig zum Kriegsdienst, wurde aber im Verlauf des Ersten Weltkriegs zum Kriegsgegner. Er war beteiligt an der Novemberrevolution in Braunschweig und 1919 an spartakistischen Aufstandsversuchen zur Errichtung einer Räterepublik. 1920 wurde er Mitglied der KPD, kurz danach ging er zur KAPD. Im April 1921 verurteilte ihn in Naumburg ein Sondergericht zu einer lebenslangen Zuchthausstrafe wegen seiner Teilnahme am Mitteldeutschen Aufstand. Als Folge der Massenprotestbewegung gegen dieses Urteil wurde er 1922 wieder freigelassen. Aus politischen Gründen wurde er 1924 erneut verurteilt, diesmal zu 8 Jahren Zuchthaus. 1928 wurde er erneut amnestiert. Er wurde anschließend tätig als Funktionär der Roten Hilfe Deutschlands (RHD) in Berlin, Halle und Hannover.
Während der Errichtung der nationalsozialistischen Gewaltherrschaft wurde er im Februar 1933 erneut verhaftet und wochenlang immer wieder verprügelt und auf andere Weise gefoltert. Als er im Oktober 1933 freigelassen wurde, schloss er sich sofort wieder der antifaschistischen Widerstandsbewegung an und wurde Mitglied der Reichsleitung des RHD. Im Juni 1934 wurde er von der Gestapo verhaftet und am 25. Juli 1935 in einem inszenierten Justizverfahren verurteilt. Gegen dieses „Urteil“ erhob sich internationaler Protest und es entstand der Lutetia-Kreis. Es wurde dennoch noch vor Weihnachten 1935 in der Hinrichtungsstätte Plötzensee vollstreckt.
Mit dem Urteil des Volksgerichtshofes gegen „Rudolf Claus und Andere“ wurde Eva Lippold zu 9 Jahren Zuchthaus und Arthur Weisbrodt zu 7 Jahren Zuchthaus verurteilt.

## Ehrungen und Gedenken
- In Halle/Saale wurde die Rudolf-Claus-Straße nach ihm benannt.
- In Blankenburg/Sachsen-Anhalt wurde eine POS nach ihm benannt.
- In Braunschweig wurden für Rudolf und seine Frau Martha Claus Stolpersteine vor deren ehemaligem Wohnhaus in der Karl-Marx-Straße  4 verlegt.[1]